# Registro arqueológico

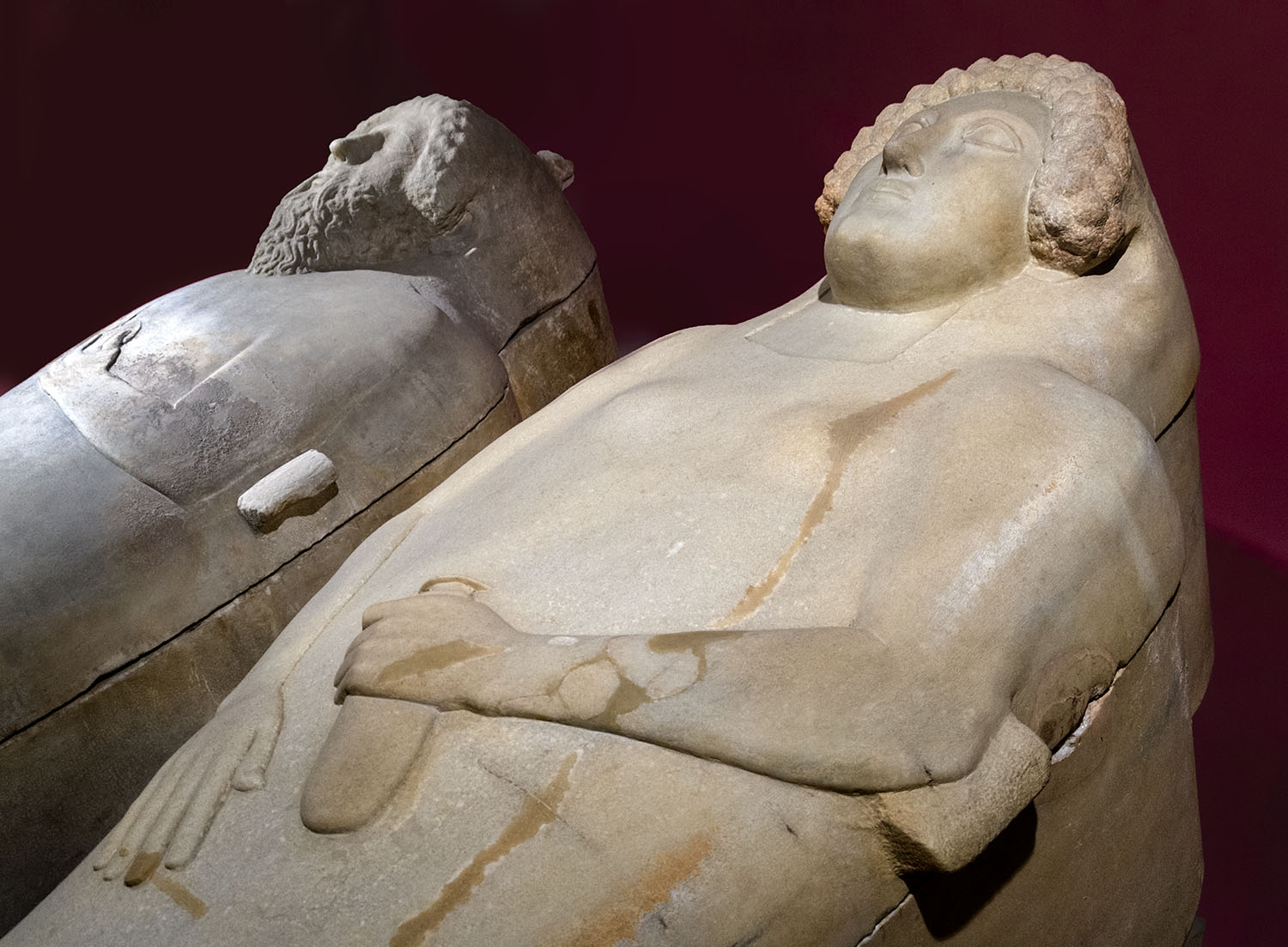
Sarcófagos fenicios. Estos son los famosos sarcófagos fenicios de Cádiz

El registro arqueológico es el cuerpo de evidencia física (no escrita) sobre el pasado. Es uno de los conceptos centrales en arqueología, la disciplina académica que se ocupa de documentar e interpretar el registro arqueológico. La teoría arqueológica se utiliza para interpretar el registro arqueológico para una mejor comprensión de las culturas humanas. El registro arqueológico puede consistir en los primeros hallazgos antiguos así como en artefactos contemporáneos. La actividad humana ha tenido un gran impacto en el registro arqueológico. Los procesos humanos destructivos, como la agricultura y el desarrollo de la tierra, pueden dañar o destruir posibles yacimiento arqueológico. Otras amenazas al registro arqueológico incluyen los fenómenos naturales y la recolección de residuos. La arqueología puede ser una ciencia destructiva porque los recursos finitos del registro arqueológico se pierden en la excavación. Por lo tanto, arqueólogos limitan la cantidad de excavación que hacen en cada sitio y mantienen registros meticulosos de lo que se encuentra. El registro arqueológico es el registro físico de la prehistoria y la historia humanas, de por qué las civilizaciones antiguas prosperaron o fracasaron y por qué esas culturas cambiaron y crecieron. Es la historia del mundo humano.

## Definiciones
Los eruditos han utilizado con frecuencia analogías textuales como 'registro', 'fuente' y 'archivo' para referirse a evidencia material del pasado desde al menos el siglo XIX. El término 'registro arqueológico' probablemente se originó de esta manera, posiblemente a través de conceptos paralelos en geología (registro geológico) o  paleontología (registro fósil). El término fue utilizado regularmente por V. Gordon Childe en la década de 1950, y parece haber entrado en el lenguaje común a partir de entonces.
En la primera revisión crítica del concepto, la filósofa Linda Patrik descubrió que en la década de 1980 los arqueólogos conceptualizaban el término de al menos cinco formas diferentes:
1. Como "receptáculo" para depósitos de material[7]
2. Como depósitos de material[8]
3. Como artefactos y objetos[9][10]
4. Como una colección de  muestras[11][12]
5. Como informes escritos por arqueólogos[13]

Patrik argumentó que las tres primeras definiciones reflejaban un "modelo físico" de evidencia arqueológica, donde se ve como el resultado directo de procesos físicos que operaron en el pasado (como el registro fósil); por el contrario, las definiciones cuatro y cinco siguen un "modelo textual", en el que el registro arqueológico se considera que codifica información cultural sobre el pasado (como los textos históricos). Destacó hasta qué punto la comprensión de los arqueólogos de lo que constituía 'el registro arqueológico' dependía de corrientes más amplias en teoría arqueológica, es decir, que  arqueólogos procesuales probablemente suscribieran un modelo físico y arqueólogos posprocesuales un modelo textual.
Lucas condensa la lista de Patrik en tres definiciones distintas del registro arqueológico:
1. El registro arqueológico es cultura material
2. El registro arqueológico son los restos materiales del pasado
3. El registro arqueológico son las fuentes utilizadas por los arqueólogos

### Como cultura material
En su sentido más amplio, el registro arqueológico puede concebirse como el cuerpo total de objetos fabricados por la humanidad, utilizados por ella o asociados con ella. Esta definición abarca tanto artefactos (objetos hechos o modificados por humanos) como ' ecofactos' (objetos naturales asociados con la actividad humana). En este sentido, es equivalente a cultura material, e incluye no solo restos 'antiguos' sino las cosas físicas asociadas con las sociedades contemporáneas.
Esta definición, que enfatiza la  materialidad del registro arqueológico y alinea la arqueología con estudios de cultura material y el 'giro material' en antropología cultural, se ha vuelto cada vez más común con el surgimiento de arqueología post-procesual.

### Como queda material
Las definiciones más conservadoras especifican que el registro arqueológico consiste en los "restos", "rastros" o "residuos" de la actividad humana "pasada", aunque la línea divisoria entre "el pasado" y "el presente" puede no estar bien. definido. Esta visión está particularmente asociada con arqueología procesual, que veía el registro arqueológico como el producto "fosilizado" de procesos físicos, culturales y tafonómicos que ocurrieron en el pasado, y se centró en comprender esos procesos.

### Como fuentes
El registro arqueológico también puede consistir en la documentación escrita que se presenta en revistas científicas. Es lo que los arqueólogos han aprendido de los artefactos que han documentado. Esto se extiende por todo el mundo; arqueología es la historia humana que pertenece al pasado de todos y representa la herencia de todos. Estos datos pueden ser archivados y recuperados por arqueólogos para investigación. La misión de un arqueólogo suele ser la preservación del registro arqueológico. Existen diferentes bases de datos que se utilizan para archivar y preservar la documentación además de los artefactos que sirven como registros arqueológicos. Una de estas bases de datos es The Digital Archaeological Record. El Registro Arqueológico Digital (tDAR) es un repositorio digital internacional para los registros digitales de investigaciones arqueológicas. El uso, desarrollo y mantenimiento de tDAR están regidos por Digital Antiquity, una organización dedicada a garantizar la preservación a largo plazo de datos arqueológicos irremplazables y a ampliar el acceso a estos datos. El registro arqueológico sirve como base de datos de todo lo que la arqueología representa y se ha convertido. La cultura material asociada con las excavaciones arqueológicas y los registros académicos en las revistas académicas son la encarnación física del registro arqueológico. La ambigüedad que se asocia con el registro arqueológico a menudo se debe a la falta de ejemplos, pero el registro arqueológico es todo lo que la ciencia de la arqueología ha encontrado y creado.

## Componentes
Los componentes del registro arqueológico incluyen: artefactos, estructuras construidas, impacto humano en el medio ambiente, basura, estratigrafía, prácticas mortuorias, restos de plantas o restos de animales. Los artefactos del registro arqueológico generalmente se encuentran en el suelo, y una vez desenterrados, los arqueólogos colocan datos como fotografías y la ubicación exacta del artefacto en el registro arqueológico. A veces se encuentran huesos y se incluyen en el registro arqueológico. Los huesos pueden ser tanto de animales como de humanos que han muerto y se han conservado. Los fragmentos óseos y los huesos enteros pueden formar parte del registro arqueológico. El material vegetal y orgánico encontrado también puede formar parte del registro arqueológico. Las semillas son un material vegetal común que se encuentra e incluye en el registro arqueológico. Las semillas que encuentran los arqueólogos suelen ser las que se quemaron durante la cocción, lo que ayuda a conservarlas. Las características también son parte del registro arqueológico y son cultura material que generalmente arqueólogos no pueden tomar y estudiar dentro de un laboratorio. Las características pueden incluir marcas de quemaduras en el suelo de fogatas o montículos y otras estructuras construidas hace mucho tiempo. Las características también pueden incluir montículos u otros monumentos que hayan sido construidos por otras civilizaciones.

## Further reading
- Feder, Kenneth L. (2007). Linking to the Past: A Brief Introduction to Archaeology, Second Edition. Oxford University Press. ISBN 0-19-533117-6.

- Datos: Q2686349